# Melanostomias stewarti
Melanostomias stewarti es una especie de pez de la familia Stomiidae en el orden de los Stomiiformes.

## Hábitat
Es un pez de mar y de aguas profundas.

## Distribución geográfica
Se encuentra en las Filipinas.